# Seitenwagen-Weltmeisterschaft 2020
Die Seitenwagen-Weltmeisterschaft 2020 sollte eine von der FIM ausgetragene internationale Weltmeisterschaft für Motorradgespanne werden, die aufgrund der Corona-Krise abgesagt wurde.
Im August 2020 entschied die FIM mit diversen Landesverbänden und weiteren Beteiligten, dass aufgrund der anhaltenden Einschränkungen im Zusammenhang mit der Corona-Krise keine gute Seitenwagen-WM mehr im Jahr 2020 organisiert werden könne.
Nach der Absage der FIM-Seitenwagen-Weltmeisterschaft 2020 wurde die International Sidecar SuperPrix 2020-Serie organisiert, um die Durchführung internationaler Sidecar-Wettbewerbe im Jahr 2020 zu ermöglichen. Die SuperPrix-Serie war kein Ersatz für die Weltmeisterschaft und wurde von der Fédération Internationale de Motocyclisme (FIM) nicht anerkannt.